# New England Patriots 1996
La stagione 1996 dei New England Patriots è stata la 27ª della franchigia nella National Football League, la 37ª complessiva e l'ultima con Bill Parcells come capo-allenatore. La squadra concluse con 11 vittorie e 5 sconfitte nella stagione regolare, conquistando il titolo di division. Nei playoff raggiunse il Super Bowl XXXI, la seconda qualificazione alla finalissima della sua storia, perdendo contro i Green Bay Packers.

## Riassunto della stagione
La relazione tra il proprietario Robert Kraft e l'allenatore Bill Parcells andò in crisi durante il Draft, dove Parcells desiderava selezionare un defensive lineman ma Kraft lo sopravanzò, assegnando al capo degli osservatori Bobby Grier la scelta del giocatore, che ricadde sul ricevitore Terry Glenn. Parcells si infuriò nella sala dove avvenivano le selezioni, dicendo al giornalista Will McDonough che quella sarebbe stata la sua ultima stagione con New England. Malgrado ciò, i Patriots si ripresero da una partenza con un record di 0-2 terminando su un bilancio di 11–5, dopo di che sconfissero i Pittsburgh Steelers e i neonati Jacksonville Jaguars qualificandosi per il Super Bowl XXXI. La stagione vide anche l'arrivo dell'ex allenatore dei Cleveland Browns Bill Belichick come preparatore dei defensive back.

## Calendario
| Turno      | Avversario           | Punteggio     | TV   | Ora     | Stadio              | Record | Pubblico |
| ---------- | -------------------- | ------------- | ---- | ------- | ------------------- | ------ | -------- |
| 1          | Miami Dolphins       | S 10–24       | NBC  | 4:00pm  | Joe Robbie Stadium  | 0–1    | 71,542   |
| 2          | Buffalo Bills        | S 10–17       | NBC  | 1:00pm  | Rich Stadium        | 0–2    | 78,104   |
| 3          | Arizona Cardinals    | V 31–0        | FOX  | 1:00pm  | Foxboro Stadium     | 1–2    | 59,118   |
| 4          | Jacksonville Jaguars | V 28–25 (DTS) | NBC  | 1:00pm  | Foxboro Stadium     | 2–2    | 59,446   |
| 5          | Baltimore Ravens     | V 46–38       | NBC  | 1:00pm  | Memorial Stadium    | 3–2    | 63,569   |
| 6          | Washington Redskins  | S 22–27       | FOX  | 1:00pm  | Foxboro Stadium     | 3–3    | 59,638   |
| 7          | Indianapolis Colts   | V 27–9        | NBC  | 1:00pm  | RCA Dome            | 4–3    | 58,725   |
| 8          | Buffalo Bills        | V 28–25       | ABC  | 9:00pm  | Foxboro Stadium     | 5–3    | 58,858   |
| 9          | Miami Dolphins       | V 42–23       | NBC  | 4:00pm  | Foxboro Stadium     | 6–3    | 58,942   |
| 10         | New York Jets        | V 31–27       | NBC  | 1:00pm  | The Meadowlands     | 7–3    | 61,843   |
| 11         | Denver Broncos       | S 8–34        | NBC  | 1:00pm  | Foxboro Stadium     | 7–4    | 59,457   |
| 12         | Indianapolis Colts   | V 27–13       | NBC  | 1:00pm  | Foxboro Stadium     | 8–4    | 58,226   |
| 13         | San Diego Chargers   | V 45–7        | ESPN | 8:00pm  | Jack Murphy Stadium | 9–4    | 62,541   |
| 14         | New York Jets        | V 34–10       | NBC  | 1:00pm  | Foxboro Stadium     | 10–4   | 54,621   |
| 15         | Dallas Cowboys       | S 6–12        | NBC  | 1:00pm  | Texas Stadium       | 10–5   | 64,578   |
| 16         | New York Giants      | V 23–22       | NBC  | 12:30pm | Giants Stadium      | 11–5   | 65,387   |
| Playoff    |                      |               |      |         |                     |        |          |
| Divisional | Pittsburgh Steelers  | V 28–3        | NBC  | 12:30pm | Foxboro Stadium     | 1–0    | 60,188   |
| Conference | Jacksonville Jaguars | V 20–6        | NBC  | 4:00pm  | Foxboro Stadium     | 2–0    | 60,190   |
| SB XXI     | Green Bay Packers    | S 21–35       | FOX  | 6:00pm  | Louisiana Superdome | 2–1    | 72,301   |